# Liste der Baudenkmale in Ringe (Niedersachsen)
In der Liste der Baudenkmale in Ringe sind alle Baudenkmale der niedersächsischen Ortschaft Ringe aufgelistet. Die Quelle der Baudenkmale ist der Denkmalatlas Niedersachsen. Der Stand der Liste ist der 21. November 2022.

## Allgemein
In den Spalten befinden sich folgende Informationen:
- Lage: die Adresse des Baudenkmales und die geographischen Koordinaten. Kartenansicht, um Koordinaten zu setzen. In der Kartenansicht sind Baudenkmale ohne Koordinaten mit einem roten Marker dargestellt und können in der Karte gesetzt werden. Baudenkmale ohne Bild sind mit einem blauen Marker gekennzeichnet, Baudenkmale mit Bild mit einem grünen Marker.
- Bezeichnung: Bezeichnung des Baudenkmales
- Beschreibung: die Beschreibung des Baudenkmales. Unter § 3 Abs. 2 NDSchG werden Einzeldenkmale und unter § 3 Abs. 3 NDSchG Gruppen baulicher Anlagen und deren Bestandteile ausgewiesen.
- ID: die Objekt-ID des Baudenkmales
- Bild: ein Bild des Baudenkmales, ggf. zusätzlich mit einem Link zu weiteren Fotos des Baudenkmals im Medienarchiv Wikimedia Commons. Wenn man auf das Kamerasymbol klickt, können Fotos zu Baudenkmalen aus dieser Liste hochgeladen werden:

## Ringe
| Lage                                              | Bezeichnung               | Beschreibung | ID       | Bild |
| ------------------------------------------------- | ------------------------- | ------------ | -------- | ---- |
| An Gerts Kamp 6 52° 36′ 25″ N, 6° 54′ 33″ O       | Wohn-/ Wirtschaftsgebäude |              | 36058448 | BW   |
| Emlichheimer Straße 36 52° 36′ 4″ N, 6° 54′ 59″ O | Altes Schulhaus           |              | 36057656 | BW   |
| Emlichheimer Straße 63 52° 36′ 7″ N, 6° 54′ 39″ O | Wohn-/ Wirtschaftsgebäude |              | 36058473 | BW   |
| Emlichheimer Straße 63 52° 36′ 7″ N, 6° 54′ 39″ O | Brunnen                   |              | 36059060 | BW   |
| Emlichheimer Straße 63 52° 36′ 6″ N, 6° 54′ 38″ O | Baumbestand               |              | 36059258 | BW   |
| Meppener Straße 14 52° 36′ 3″ N, 6° 55′ 31″ O     | Brunnen                   |              | 36058295 | BW   |
| Neuenhauser Straße 43 52° 35′ 47″ N, 6° 55′ 45″ O | Wohn-/ Wirtschaftsgebäude |              | 36058343 | BW   |
| Sportplatzweg 52° 36′ 55″ N, 6° 58′ 48″ O         | Russenfriedhof            |              | 36058557 | BW   |

### Coevorden–Piccardie–Kanal
| Lage                                       | Bezeichnung         | Beschreibung | ID       | Bild |
| ------------------------------------------ | ------------------- | ------------ | -------- | ---- |
| 52° 36′ 41″ N, 6° 56′ 14″ O                | Kanal               |              | 36058396 | BW   |
| Brookdiek 52° 36′ 29″ N, 6° 57′ 33″ O      | Brücke              |              | 36058367 | BW   |
| Kanalstraße 237 52° 36′ 4″ N, 6° 58′ 35″ O | Schleusenanlage     |              | 36058527 | BW   |
| Kanalstraße 237 52° 36′ 5″ N, 6° 58′ 40″ O | Schleusenwärterhaus |              | 36059329 | BW   |
| Schleusenweg 52° 37′ 6″ N, 6° 53′ 57″ O    | Schleusenanlage     |              | 36058498 | BW   |
| Schleusenweg 52° 37′ 5″ N, 6° 53′ 56″ O    | Schleusenwärterhaus |              | 36059304 | BW   |
| 52° 37′ 4″ N, 6° 54′ 9″ O                  | Baumbestand         |              | 36059106 | BW   |
| Wöstendiek 52° 36′ 48″ N, 6° 55′ 50″ O     | Brückenwärterhaus   |              | 36059106 | BW   |